# (15301) Marutesser
(15301) Marutesser (1992 SC2) – planetoida z pasa głównego asteroid okrążająca Słońce w ciągu 4,85 lat w średniej odległości 2,86 j.a. Odkryta 21 września 1992 roku.